# Stephan Lehmann
Stephan Lehmann, född 15 augusti 1963, är en schweizisk före detta professionell fotbollsmålvakt som spelade för fotbollsklubbarna Schaffhausen, Winterthur, Freiburg, Sion och Luzern mellan 1983 och 1999. Han vann två ligamästerskap (1991–1992 och 1996–1997) och fyra schweiziska cuper (1990–1991, 1994–1995, 1995–1996 och 1996–1997) med Sion. Lehmann spelade också 14 landslagsmatcher för det schweiziska fotbollslandslaget mellan 1989 och 1997.